# Iron Man (film)
Iron Man è un film del 2008 diretto da Jon Favreau.
Basato sull'omonimo personaggio di Marvel Comics, è il primo film del Marvel Cinematic Universe (MCU) e il primo della cosiddetta "Fase Uno" e della "Saga dell'infinito".
È stato scritto da Mark Fergus, Hawk Ostby, Art Marcum e Matt Holloway e interpretato da Robert Downey Jr., Terrence Howard, Jeff Bridges, Gwyneth Paltrow, Leslie Bibb e Shaun Toub. Alla stesura della sceneggiatura hanno partecipato anche i fumettisti Joe Quesada, Brian Michael Bendis, Mark Millar, Ralph Macchio, Tom Brevoort e Axel Alonzo. Nel film lo scienziato e miliardario Tony Stark costruisce un'armatura tecnologicamente avanzata e diventa il supereroe Iron Man.
Iron Man è stato un successo di critica e di pubblico, con ottimi risultati al botteghino mondiale, e ha ricevuto anche due candidature agli Oscar 2009 per gli effetti visivi e il montaggio sonoro.
Nel 2022 il film è stato selezionato per la conservazione nel National Film Registry degli Stati Uniti dalla Biblioteca del Congresso come "culturalmente, storicamente o esteticamente significativo".

## Trama
Tony Stark, amministratore delegato delle Stark Industries, nota azienda produttrice di armi, si reca, insieme al suo amico tenente colonnello James Rhodes, presso una base militare statunitense in Afghanistan per presentare il suo nuovo missile, il Jericho. Terminata la dimostrazione, il convoglio, che scorta Stark verso l'aeroporto, viene colto da un'imboscata dove Tony viene gravemente ferito: numerose schegge si conficcano nel petto dell'inventore a seguito dell'esplosione di una bomba. Viene, quindi, catturato e fatto prigioniero in una grotta da alcuni terroristi denominati "Dieci Anelli". Per evitare che le schegge raggiungano il cuore di Tony, Yinsen, un fisico compagno di prigionia di Tony, gli impianta nel petto un elettromagnete.
I terroristi costringono Tony a costruire per loro il missile Jericho. Dopo aver costruito un piccolo Reattore Arc per alimentare l'elettromagnete nel suo petto, Tony, con l'aiuto di Yinsen, assembla un'armatura per evadere: una volta terminata l'inventore la utilizza per far esplodere il villaggio dei terroristi e fuggire, ma Yinsen perde la vita. Abbandonata l'armatura, Tony vaga nel deserto finché non viene trovato da Rhodes. Tornato in patria, Tony decide di chiudere la produzione di armi delle Stark Industries: i terroristi, infatti, erano entrati in possesso di molte delle sue armi nonostante la sua azienda le producesse solo per gli Stati Uniti. Dopo aver sostituito il Reattore Arc nel suo petto con un'unità più avanzata, Tony, con l'aiuto di J.A.R.V.I.S., l'intelligenza artificiale da lui creata, costruisce una nuova armatura. Dopo averla provata e aver riscontrato alcuni problemi, Tony costruisce una terza armatura, composta da una lega di oro e titanio.
Una sera, Tony si reca ad una festa di beneficenza, nella quale incontra la giornalista Christine Everhart, che mostra a Tony alcune foto ritraenti i terroristi che lo avevano rapito in possesso di molte armi delle Stark Industries. Tony chiede spiegazioni al socio e amico di famiglia Obadiah Stane. Nel frattempo i terroristi, dopo aver ritrovato i pezzi dell'armatura costruita da Tony, attaccano le popolazioni dell'Afghanistan utilizzando le armi delle Stark Industries. Venuto a sapere di tali eventi, Tony indossa l'armatura e vola in Afghanistan, dove combatte contro i terroristi e fa esplodere un deposito di armi nemico. Di ritorno in America, Tony viene inseguito da due aerei da caccia americani, che cercano senza successo di abbatterlo. Involontariamente Tony colpisce uno dei due caccia, ma riesce a salvare il pilota, per poi informare Rhodes del suo segreto.
I terroristi ricevono una visita da Stane, ovvero colui che li aveva ingaggiati per uccidere Stark; Stane ruba l'armatura costruita da Tony e fa uccidere i terroristi. Stane vuole costruire un'armatura simile a quella costruita da Tony, ma i suoi ingegneri non sono in grado di riprodurre il Reattore Arc necessario ad alimentarla. Stane decide quindi di rubare il reattore nel petto di Tony, lasciandolo in fin di vita; Tony tuttavia sopravvive recuperando il dispositivo costruito in Afghanistan. La segretaria di Tony, Pepper Potts, raggiunge lo stabilimento delle Stark Industries con Phil Coulson e alcuni agenti dello S.H.I.E.L.D., ma entrati nel laboratorio si imbattono nel nemico, che ha ultimato e indossato la sua possente armatura. Tony, con l'armatura depotenziata poiché alimentato da un più debole Reattore Arc, raggiunge Stane e lo combatte. Lo scontro culmina sul tetto dello stabilimento delle Stark Industries: Tony è in difficoltà e chiede a Pepper di sovraccaricare il Reattore Arc che alimenta la fabbrica per far esplodere il tetto. La grande quantità di energia che viene liberata ferisce Tony e uccide Stane.
All'indomani dello scontro Tony è chiamato a spiegare l'accaduto in una conferenza stampa. Lo S.H.I.E.L.D. prepara una copertura per l'inventore, il quale però, durante la conferenza, rivela di essere Iron Man, come era stato soprannominato dai media. Tornato nella sua villa, Tony incontra Nick Fury, direttore dello S.H.I.E.L.D., il quale afferma che Iron Man non è l'unico supereroe al mondo, introducendo Tony all'iniziativa "Vendicatori".

## Personaggi
- Tony Stark / Iron Man, interpretato da Robert Downey Jr.: un ingegnere e amministratore delegato delle Stark Industries che rimane vittima di un attentato e, successivamente, rapito in Afghanistan. Per fuggire costruisce un'armatura high-tech che indossa lui stesso che man mano perfezionerà. Prima di lui, per il ruolo erano stati presi in considerazione Nicolas Cage, Tom Cruise e Leonardo DiCaprio.[3] L'attore si è detto felice di aver avuto libertà, come tutto il resto del cast, di lavorare sulla sceneggiatura e sulle battute, e ha trovato il personaggio di Stark complesso, eccentrico, anche contraddittorio, e il suo intento è stato quello di portare il pubblico a cogliere non solo gli effetti speciali, ma anche le sfumature narrative e umoristiche.[4] Inoltre Downey Jr. durante la pre-produzione aveva un ufficio accanto a quello di Favreau, e ciò gli ha permesso un maggior coinvolgimento nel processo di sceneggiatura.[5]
- Colonnello James Rhodes, interpretato da Terrence Howard: il miglior amico di Tony, colonnello dell'Air Force dell'esercito. L'attore ha trovato l'action movie molto stimolante, lodando apertamente il talento e l'impegno di Downey, Jr.[6]
- Obadiah Stane / Iron Monger, interpretato da Jeff Bridges: il socio in affari di Tony.
- Pepper Potts, interpretata da Gwyneth Paltrow: la segretaria personale di Tony Stark.
- Christine Everhart, interpretata da Leslie Bibb: una giornalista di Vanity Fair che ha una fugace relazione con Tony Stark.
- Ho Yinsen, interpretato da Shaun Toub: il prigioniero che aiuta Tony a realizzare la prima grezza armatura per fuggire.

Inoltre Faran Tahir interpreta Raza, il leader del gruppo terroristico dei Dieci Anelli, Clark Gregg interpreta Phil Coulson, agente dello S.H.I.E.L.D. incaricato di realizzare un rapporto su Tony Stark, Jon Favreau, regista del film, interpreta Happy Hogan. Nel film compaiono alcuni camei: Samuel L. Jackson interpreta Nick Fury, il direttore dello S.H.I.E.L.D. che introduce Tony all'iniziativa Vendicatori nella scena dopo i titoli di coda, Stan Lee, co-creatore di Iron Man, interpreta l'uomo che, a una festa, Tony Stark scambia per Hugh Hefner, Sayed Badreya interpreta Abu Bakaar, braccio destro di Raza, Tim Guinee interpreta il maggiore Allen dell'Air Force, Bill Smitrovich interpreta il generale Gabriel dell'Air Force, Gerard Sanders interpreta brevemente il ruolo di Howard Stark, Peter Billingsley, produttore del film, interpreta un ingegnere agli ordini di Obadiah Stane, Tom Morello, oltre ad aver contribuito alla colonna sonora del film, interpreta un breve cameo nel ruolo di una guardia, e Jim Cramer, che interpreta se stesso. Inoltre, nella versione originale, la voce di J.A.R.V.I.S. è dell'attore Paul Bettany.

## Produzione

### Pre-produzione

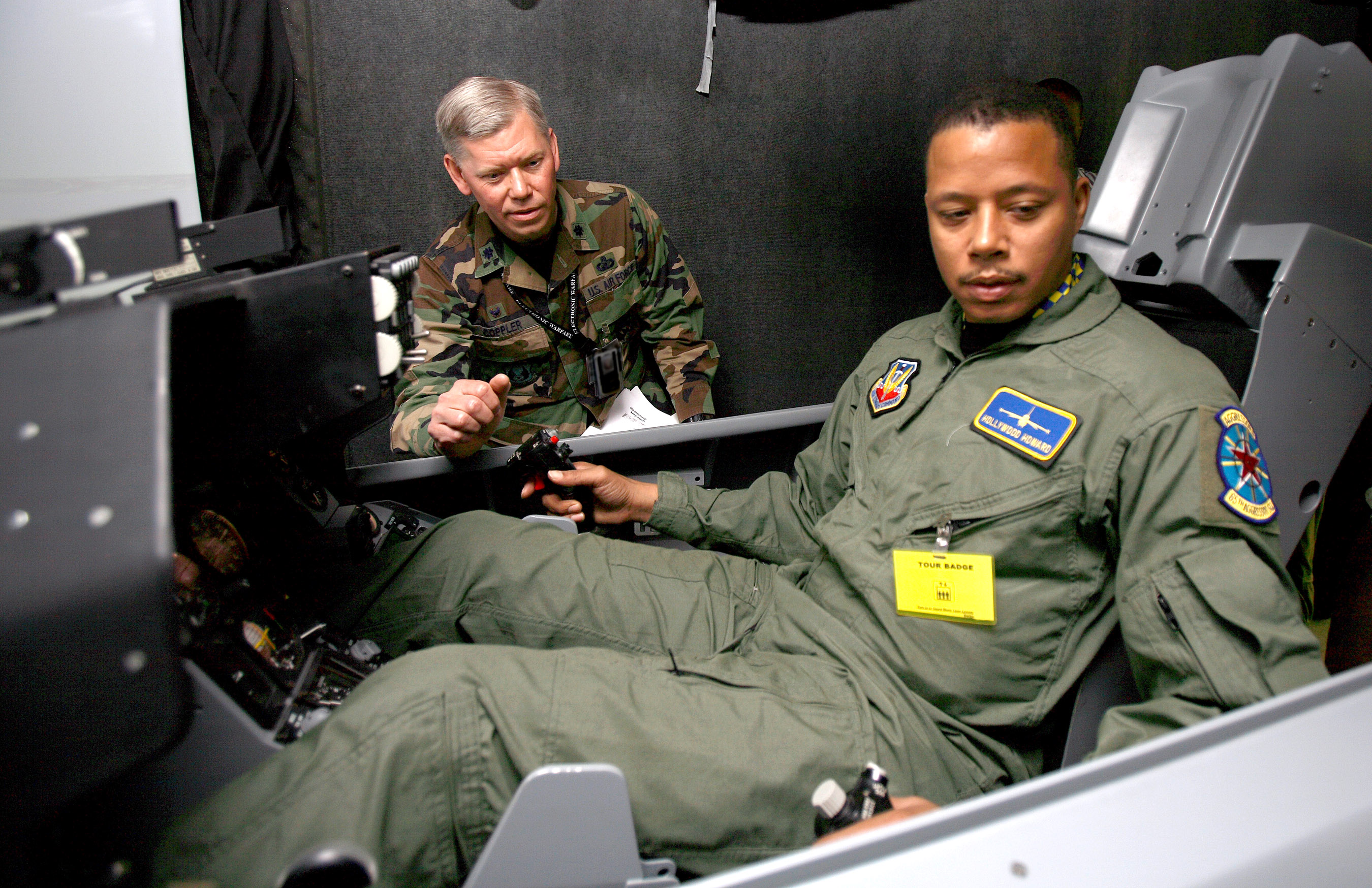
David Coppler istruisce Terrence Howard

La pre-produzione del film è iniziata nell'aprile 2006. Inizialmente il cattivo avrebbe dovuto essere il Mandarino, ma in seguito si è optato per Iron Monger.
L'armatura ufficiale di Iron Man utilizzata per le riprese del film è stata esposta in vetrina al pubblico a San Diego il 2 agosto 2007 al Comic-Con. Il regista ha affermato che alcuni dialoghi del film sono stati interamente improvvisati mentre le scene venivano girate per dare un tocco di "originalità" alla pellicola.

### Regia
Il regista Jon Favreau ha sostenuto che l'impronta data al film ha voluto essere più d'intrattenimento che impegnata; la sua idea era una pellicola che facesse riflettere senza fare "prediche" (principalmente sulla proliferazione di armi), e che puntasse sull'eroe che, anziché ricevere i poteri dal nulla, ricercasse volontariamente una trasformazione, quasi come un risveglio della coscienza.

### Riprese
Le riprese sono iniziate il 12 marzo 2007 e nelle prime due settimane si è girato a Inyo Country, in California, poi alla Edwards Air Force Base a metà aprile, per poi concludersi al Caesars Palace a Las Vegas il 25 giugno 2007. Il budget per la realizzazione del film è stato di 140 milioni di dollari.

## Colonna sonora
La colonna sonora del film, intitolata Iron Man Original Motion Picture Soundtrack, è stata composta da Ramin Djawadi. Tra le canzoni non incluse nella colonna sonora vi sono Back in Black degli AC/DC, suonata nei titoli di testa, e Iron Man dei Black Sabbath, suonata nei titoli di coda.

## Distribuzione

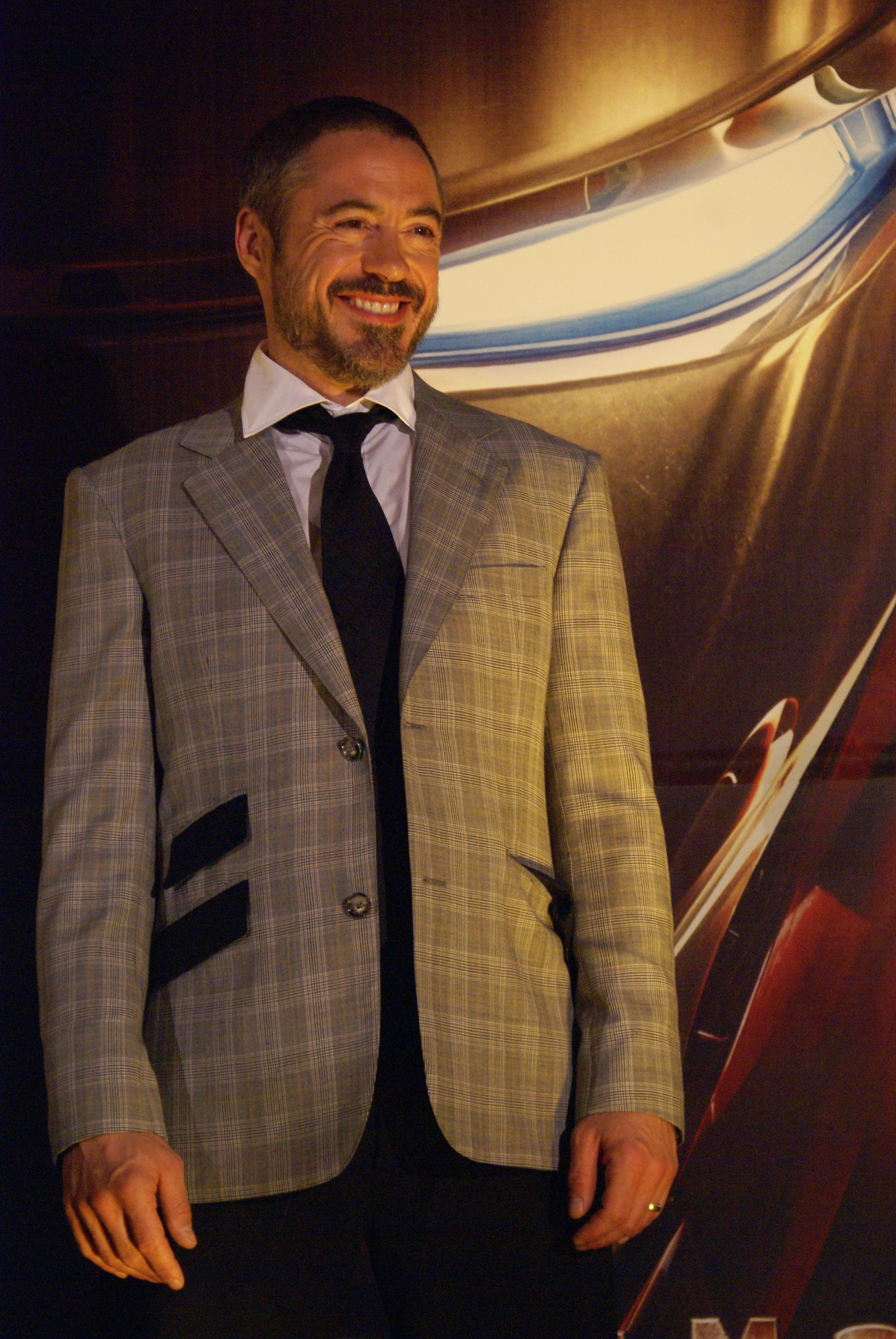
Robert Downey Jr. promuove il film a Città del Messico

### Data di uscita
Il film è stato distribuito nelle sale cinematografiche statunitensi il 2 maggio 2008, mentre in Italia è uscito il giorno prima.

### Edizione italiana
La direzione del doppiaggio e i dialoghi italiani sono stati curati da Marco Guadagno.

## Accoglienza

### Incassi
Iron Man ha ottenuto un incasso pari a 319034126 $ in Nord America e 266762121 $ nel resto del mondo, per un incasso mondiale di 585796247 $, a fronte di un budget di produzione di 140 milioni di dollari.
Il film è l'ottavo maggior incasso mondiale del 2008 e il secondo maggiore incasso nel Nord America del 2008.

### Critica
Il film è stato accolto positivamente dalla critica cinematografica. Rotten Tomatoes riporta una percentuale di gradimento del 94% con un voto medio di 7,7 su 10, basandosi su 282 recensioni; il consenso critico del sito recita: "Alimentato dal fascino vibrante di Robert Downey Jr., Iron Man mette il turbo al genere dei supereroi con un'abile intelligenza e un contagioso senso del divertimento". Su Metacritic ha un punteggio di 79 su 100 in base a 38 recensioni.

## Riconoscimenti
- 2009 – Premio Oscar[24]
  - Candidatura ai migliori effetti speciali a John Nelson, Ben Snow, Dan Sudick e Shane Mahan
  - Candidatura al miglior montaggio sonoro a Frank E. Eulner e Christopher Boyes
- 2009 – Premio BAFTA[25]
  - Candidatura ai migliori effetti speciali a Hal Hickel, Shane Mahan, John Nelson e Ben Snow
- 2008 – Costume Designers Guild
  - Candidatura ai migliori costumi in un film di ambientazione contemporanea a Rebecca Bentjen e Laura Jean Shannon
- 2008 – Satellite Award
  - Candidatura ai migliori effetti visivi
  - Candidatura al miglior suono
  - Candidatura al miglior Blu-Ray Disc
- 2008 – Teen Choice Awards
  - Candidatura al miglior attore in un film d'azione o d'avventura o thriller a Robert Downey Jr.
  - Candidatura alla miglior attrice in un film d'azione a Gwyneth Paltrow
  - Candidatura al miglior cattivo a Jeff Bridges
  - Candidatura al miglior film d'azione o d'avventura
- 2009 – Art Directors Guild Award
  - Candidatura alla miglior scenografia a J. Michael Riva
- 2009 – Critics' Choice Awards
  - Candidatura al miglior film d'azione
- 2009 – Empire Awards
  - Candidatura al miglior film

- 2009 – MTV Movie & TV Awards
  - Candidatura al miglior film
  - Candidatura alla migliore performance maschile a Robert Downey Jr.
- 2009 – Nickelodeon Kids' Choice Awards
  - Candidatura al film preferito
- 2009 – E! People's Choice Awards
  - Candidatura alla miglior star maschile cinematografica a Robert Downey Jr.
  - Candidatura al miglior film d'azione
- 2009 – Premio Hugo
  - Candidatura alla miglior rappresentazione drammatica, forma lunga
- 2009 – Saturn Award[26][27]
  - Miglior film di fantascienza
  - Miglior attore a Robert Downey Jr.
  - Miglior regia a Jon Favreau
  - Candidatura alla miglior attrice a Gwyneth Paltrow
  - Candidatura al miglior attore non protagonista a Jeff Bridges
  - Candidatura ai migliori effetti speciali a John Nelson, Ben Snow, Dan Sudick e Shane Mahan
  - Candidatura alla migliore sceneggiatura a Mark Fergus, Hawk Ostby, Art Marcum e Matt Holloway
  - Candidatura alla miglior colonna sonora a Ramin Djawadi
- 2009 – Screen Actors Guild Award
  - Candidatura alle migliori controfigure cinematografiche

## Altri media

Copertina di Io sono Iron Man

### Adattamento a fumetti
Dal film è stato tratto un adattamento a fumetti ufficiale, intitolato Io sono Iron Man, scritto da Peter David, disegnato da Sean Chen, (inchiostrato da Victor Olazaba e Scott Hanna), pubblicato in Italia da Panini Comics.

### Videogioco
Nel 2008 è stato pubblicato da Sega il videogioco Iron Man basato sul film per le piattaforme PlayStation 3, Wii, Xbox 360, PlayStation Portable e PlayStation 2.

### Animazione 3D
Per pubblicizzare il film è stata realizzata una mini-serie in animazione 3D intitolata Iron Man's Adventure, finita di pubblicare nel febbraio 2007; i protagonisti sono Iron Man, Spider-Man e Hulk.

## Sequel
Il film ha avuto due sequel, il primo nel 2010 intitolato Iron Man 2, diretto ancora da Jon Favreau, e il secondo nel 2013 intitolato Iron Man 3, diretto e co-scritto da Shane Black.